# Campeonato Mundial de Esgrima de 1950
El XX Campeonato Mundial de Esgrima se celebró en Montecarlo (Mónaco) en 1950 bajo la organización de la Federación Internacional de Esgrima (FIE) y la Federación Monaguesca de Esgrima.

## Medallistas

### Masculino
| Evento              | Oro | Plata                                                                                           | Bronce |
| ------------------- | --- | ----------------------------------------------------------------------------------------------- | --- |
| Florete individual  | Renzo Nostini · Italia                                                                                                  | Jéhan Buhan Francia                                                                             | Jacques Lataste Francia                                                                                         |
| Florete por equipos | Manlio Di Rosa · Edoardo Mangiarotti · Alessandro Mirandoli · Renzo Nostini · Giorgio Pellini · Saverio Ragno · Italia  | René Bougnol Jéhan Buhan Christian d'Oriola Jacques Lataste Adrien Rommel Claude Netter Francia | Osman Abdel Hafeez Salah Desuki Roland Steinauer Hasan Hosni Taufik Mahmud Yunes Mohamed Zulficar Egipto        |
| Espada individual   | Mogens Lüchow Dinamarca                                                                                                 | Carl Forssell · Suecia · Dario Mangiarotti · Italia                                             | — |
| Espada por equipos  | Giorgio Anglesio · Giuseppe Delfino · Edoardo Mangiarotti · Dario Mangiarotti · Fiorenzo Marini · Carlo Pavesi · Italia | René Bougnol Jéhan Buhan Henri Guérin Maurice Huet Claude Nigon Michel Pécheux Francia          | Ingemar Bondeson · Per Carleson · Sven Fahlman · Carl Forssell · Berndt-Otto Rehbinder · Nils Rydström · Suecia |
| Sable individual    | Jean Levavasseur Francia                                                                                                | Vincenzo Pinton · Italia                                                                        | Gastone Darè · Italia                                                                                           |
| Sable por equipos   | Gastone Darè · Arturo Ferrando · Roberto Ferrari · Aldo Montano · Vincenzo Pinton · Mauro Racca · Italia                | Jacques Lefèvre Jean Levavasseur Jean Parent Maurice Piot Jean-François Tournon Francia         | Ahmed Abu-Shadi Salah Desuki Mohamed Abdel Rahman Roland Steinauer Mahmud Yunes Mohamed Zulficar Egipto         |

### Femenino
| Evento              | Oro                                                                                   | Plata                                                                          | Bronce                                                                                                  |
| ------------------- | ------------------------------------------------------------------------------------- | ------------------------------------------------------------------------------ | --- |
| Florete individual  | Renée Garilhe · Francia · Ellen Preis · Austria                                       | —                                                                              | Friedrieke Filz · Austria                                                                               |
| Florete por equipos | Jacqueline Baudot Odette Drand Renée Garilhe Françoise Gouny Lylian Guyonneau Francia | Solveig Jørgensen Edith Knudsen Kate Mahaut Grete Olsen Ulla Barding Dinamarca | Elizabeth Carnegy-Arbuthnott Caroline Drew Mary Glen-Haig Gillian Sheen Margaret Somerville Reino Unido |

## Medallero
| Núm. | País        | Oro | Plata | Bronce | Total |
| ---- | ----------- | --- | ----- | ------ | ----- |
| 1    | Italia      | 4   | 2     | 1      | 7     |
| 2    | Francia     | 3   | 4     | 1      | 8     |
| 3    | Dinamarca   | 1   | 1     | 0      | 2     |
| 4    | Austria     | 1   | 0     | 1      | 2     |
| 5    | Suecia      | 0   | 1     | 1      | 2     |
| 6    | Egipto      | 0   | 0     | 2      | 2     |
| 7    | Reino Unido | 0   | 0     | 1      | 1     |
|      | TOTAL       | 9   | 8     | 7      | 24    |